# Месна заједница
Месна заједница је организација грађана у којој грађани, са подручја за које је образована, непосредно и путем органа месне заједнице утврђују и задовољавају потребе од непосредног заједничког интереса. Може бити:
- део насељеног места;
- једно насељено место;
- за више насељених места, што је у пракси најчешћи случај.[1]

## Организовање месних заједница
У складу са Статутом општине начин образовања, послови, организација и начин финансирања месних заједница детаљније се уређују посебном одлуком.
Иницијативу за формирање нове МЗ односно промену постојећих могу покренути:
- збор грађана МЗ;
- најмање десет посто бирача са подручја за које се предлаже промена;
- савет МЗ;
- начелник општине.

Иницијатива за одвајање дела МЗ у посебну МЗ упућује се савету постојеће МЗ, а уколико се он о томе негативно одреди, дужан је у року од 30 дана организовати референдум о том питању.

## Органи месне заједнице
Закон о локалној самоуправи као орган месне заједнице предвиђа Савет месне заједнице, који може да броји највише девет чланова. Начин избора и опозива чланова савета утврђује се статутом месне заједнице.

## Права и обавезе месних заједница
Грађани у месним заједницама могу задовољити заједничке потребе и интересе путем:
1. покретања иницијативе за доношење и измену прописа и општих аката из надлежности општине;
2. покретања иницијативе за изградњу, одржавање и кориштење локалних путева и других комуналних објеката и начина обезбеђивања финансијских средстава за ту намену;
3. покретање иницијативе за комунално уређење насеља, одржавање чистоће улица, уређење и одржавање зелених површина;
4. заштите и унапређења животне средине;
5. покретања иницијативе за издвајање, спајање и припајање насељених места из састава општине;
6. одржавања и кориштења пословног простора датог на употребу месној заједници;
7. задовољавања потреба и интереса у области цивилне заштите, односно заштите од елементарних и других непогода;
8. организовања хуманитарних акција за кориснике социјалне помоћи и друге социјалне категорије грађана;
9. реализовања заједничких потреба у области културе, физичке културе, организовања културних манифестација и спортских такмичења;
10. расписивања и спровођења референдума.

Статутом и другим актима месне заједнице може се предвидети задовољавање и других потреба од непосредног интереса за грађане.